# Alabama Agricultural and Mechanical University
Die Alabama Agricultural and Mechanical University (A&M)  ist eine staatliche Universität in Normal nahe Huntsville (Alabama) im US-Bundesstaat Alabama. Sie gehört zur Gruppe der Historischen afroamerikanischen Colleges und Hochschulen.

## Geschichte
Die Hochschule wurde 1875 als State Normal School and University for the Education of the Colored Teachers and Students für afroamerikanische Studenten gegründet. 1878 wurde sie umbenannt in State Normal and Industrial School, 1890 in State Agricultural and Mechanical College for Negroes, 1919 in State Agricultural and Mechanical Institute for Negroes und 1948 in State Agricultural and Mechanical Institute for Negroes. 1969 erhielt sie den Namen Alabama Agricultural and Mechanical University.

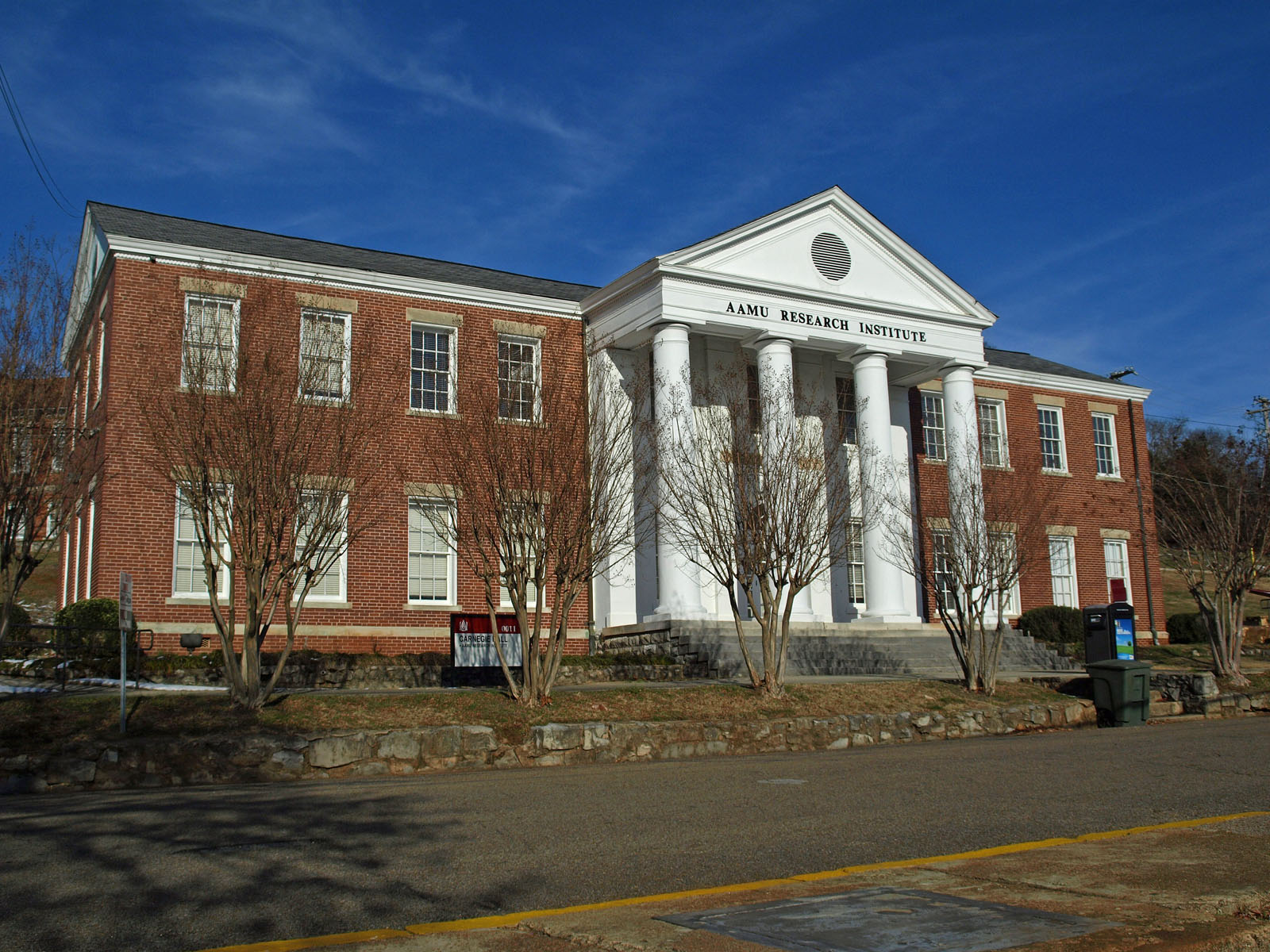
Die Carnegie-Bibliothek im Jahr 2010

Die Bibliothek wurde 1904 mit Geldern der Carnegie-Stiftung gegründet.

## Zahlen zu den Studierenden und den Dozenten
Im Herbst 2020 waren 5.977 Studierende an der Alabama A & M eingeschrieben. Davon strebten 5.093 (85,2 %) ihren ersten Studienabschluss an, sie waren also undergraduates. Von diesen waren 60 % weiblich und 40 % männlich; 0 % bezeichneten sich als asiatisch, 90 % als schwarz/afroamerikanisch, 1 % als Hispanic/Latino und 2 % als weiß. 884 (14,8 %) arbeiteten auf einen weiteren Abschluss hin, sie waren graduates. Es arbeiteten 363 Dozenten an der Universität, 253 in Vollzeit und 110 in Teilzeit.
Im Jahr 2023 sind rund 6.100 Studierende eingeschrieben.

## Sport
Die Sportteams der A&M sind die Bulldogs. Die Hochschule ist Mitglied der Southwestern Athletic Conference.

## Persönlichkeiten
- Sun Ra (1914–1993): Jazzmusiker
- Ruben Studdard (* 1978): Musiker